# Thomas Hovenden
Thomas Hovenden, irsko-ameriški slikar in učitelj, * 28. december 1840, Dunmanway, Irska, † 14. avgust 1895, Norristown, Pensilvanija (ZDA). Slikal je realna tiha družinska prizorišča, slikanje pa je tudi podvrgel tematiki Afro-američanov in jih pogosto upodobil.
Hovenden je bil rojen v Dunmanway, Co. Cork na Irskem. Njegova starša sta umrla v času Velike irske lakote in tako so ga pri šestih letih poslali v sirotišnico. Delal je kot rezbar in zlatar in študiral na šoli Cork School of Design. Leta 1868 se je preselil v Baltimore in od tam leta 1874 odšel v Pariz. Tam je študiral na École des Beaux Arts pod vodstvom Cabanela, vendar je večino svojega časa preživel z ameriško kolonijo v Pont-Aven v Bretaniji, ki jo je vodil Robert Wylie, tukaj je Hovenden naslikal veliko slik s tematikam iz podeželja.
Po vrnitvi v Ameriko je postal član Society of American Artists in izredni član National Academy of Design (izvoljen akademik v 1882). Leta 1881 se je poročil z Helen Corson, s slikarko, ki jo je spoznal v koloniji v Pont-Aven. Skupaj sta se preselila in zaživela na domu njegovega očeta, v Plymouth Meeting, ki leži v bližini mesta Filadelfija. Njegova žena Helen je prihajala iz abolicionistične družine. Njihov skedenj, kasneje Hovendenov atelje, je bil v času abolicionizma znan kot Abolitionist Hall, ki so ga uporabljali za protisuženjska srečanja.
V tem času so mu naročili naj naslika zgodovinsko sliko abolicionističnega vodje Johna Browna. Sliko "The Last Moments of John Brown" je dokončal leta 1884 in se sedaj nahaja v Fine Arts Museums of San Francisco. Njegova slika ameriškega življenja na podeželju ("Breaking Home Ties") je doživela velik uspeh in bila zelo priljubljena.
Leta 1886 je bil imenovan za profesorja slikanja in risanja na Pennsylvania Academy of the Fine Arts, kjer je nadomestil Thomasa Eakinsa , ki so ga odpustili zaradi slikanja aktov. Hovenden je bil profesor tudi kiparju Alexandru Stirlingu Calderju in ravnatelju Ashcan School, Robertu Henriju.
Hovenden je umrl pri svojih 54. letih, skupaj z desetletno deklico, ki jo je reševal pred lokomotivo.